# Taraxacum strizhoviae
Taraxacum strizhoviae là một loài thực vật có hoa trong họ Cúc. Loài này được Vainberg miêu tả khoa học đầu tiên năm 1991.